# 水野秀晴
水野 秀晴（みずの ひではる、1954年1月22日‐）は、日本の実業家。ウエルシアホールディングス代表取締役社長や、ウエルシア薬局代表取締役社長を務めた。

## 人物・経歴
東京都出身。1977年明治薬科大学卒業、ヒグチ産業入社。1992年鈴木ファーマスイ取締役。1997年グリーンクロス・コア取締役。2001年グリーンクロス・コア常務取締役営業本部長。2004年グリーンクロス・コア常務取締役商品本部長。2008年ウエルシア関東専務取締役営業本部長。2009年ウエルシア関東取締役副社長営業本部長。2010年ウエルシアホールディングス取締役。
2011年寺島薬局代表取締役社長、ウエルシア関東取締役副社長、ウエルシアホールディングス取締役兼執行役員グループ営業企画本部長。2013年ウエルシア関東代表取締役社長、寺島薬局代表取締役会長、高田薬局代表取締役会長。2014年からウエルシアホールディングス代表取締役社長を務め、創業者鈴木孝之の理念「以差別化不戦而勝」を引き継ぎ、ウエルカフェ併設店の拡大などを進めた。2019年ウエルシアホールディングス取締役副会長、ウエルシア薬局代表取締役会長。